# Parque nacional de Kerinci Seblat
El Parque Nacional Kerinci Seblat es el más grande de los parques nacionales de Indonesia. Abarca una superficie de 13,750 km² a caballo entre las provincias de Bengkulu, Jambi, Sumatra Occidental y Sumatra Meridional en la isla de Sumatra. El parque forma parte de la cadena de Bukit Barisan, que sigue la costa occidental de la isla, de noroeste a sudeste.
Con los parques nacionales de Bukit Barisan Selatan y Gunung Leuser, Kerinci Seblat forma la denominación «Patrimonio de los bosques tropicales ombrófilos de Sumatra» incluido en la Lista del Patrimonio Mundial de la UNESCO.
- Wikimedia Commons alberga una categoría multimedia sobre Parque nacional de Kerinci Seblat.

- Datos: Q1467901
- Multimedia: Kerinci Seblat National Park / Q1467901